# Pinus morrisonicola
Pinus morrisonicola е вид растение от семейство Борови (Pinaceae). Видът е незастрашен от изчезване.

## Разпространение
Разпространен е в Тайван.